# Heteronyx doddi
Heteronyx doddi är en skalbaggsart som beskrevs av Blackburn 1908. Heteronyx doddi ingår i släktet Heteronyx och familjen Melolonthidae. Inga underarter finns listade i Catalogue of Life.